# St. Gangolf (Burggriesbach)

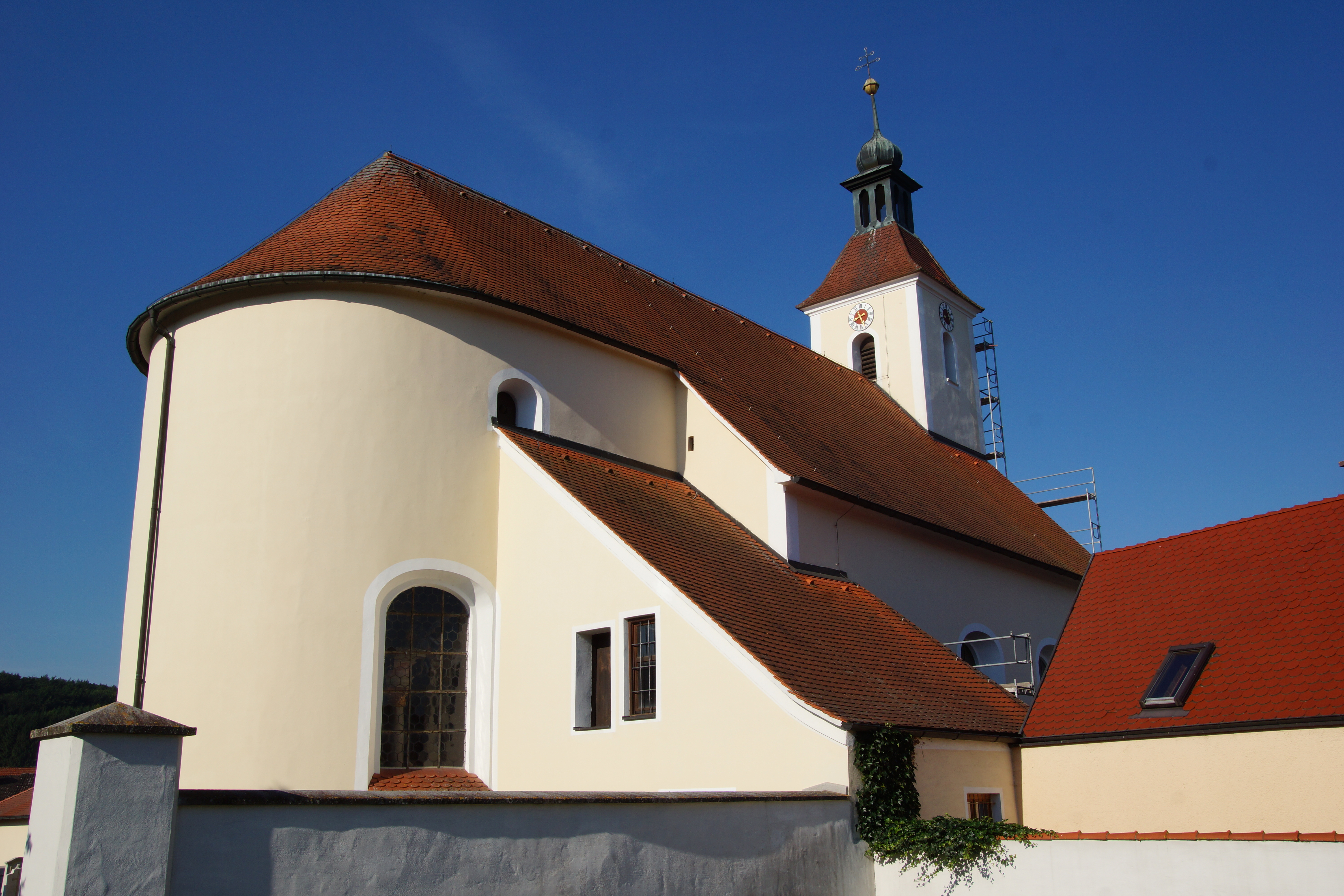
St. Gangolf (Burggriesbach)

Die römisch-katholische, denkmalgeschützte Pfarrkirche St. Gangolf steht in Burggriesbach, einem Gemeindeteil der Stadt Freystadt im Landkreis Neumarkt in der Oberpfalz in Bayern. Die Kirche gehört zum Dekanat Neumarkt in der Oberpfalz im Bistum Eichstätt. Das Bauwerk ist unter der Denkmalnummer D-3-73-126-43 als Baudenkmal in die Bayerische Denkmalliste eingetragen.

## Beschreibung
Zwischen 1771 und 1779 wurde die Saalkirche unter Einbeziehung des mittelalterlichen Kirchturms der von Otto geweihten Kirche erbaut. Sie besteht aus einem Langhaus, an das sich im Osten ein eingezogener, halbrund geschlossener Chor anschließt, und im Westen der Kirchturm als Fassadenturm eingestellt ist. Das in das Langhaus einbezogene Erdgeschoss des Fassadenturms wurde 1932 gekappt. Sein Geschoss oberhalb des Dachfirstes beherbergt die Turmuhr und den Glockenstuhl, in dem heute vier Kirchenglocken hängen. Auf seinem Helm in Form eines Pyramidenstumpfes sitzt eine Laterne, die von einer Zwiebelhaube gekrönt wird. 1932 wurde das Portal von der West- auf die Südseite verlegt. Der Innenraum ist mit einer Flachdecke überspannt, die von Vouten gerahmt wird. Die Fresken an den Decken stammen aus der Bauzeit. Im Langhaus wird das Leben des heiligen Gangolf dargestellt, ebenso auf dem Altarretabel des Hochaltars. Auf der Brüstung der Kanzel sind die Kirchenväter zu sehen. Über dem Chorbogen zwischen Langhaus und Chor befindet sich das Wappen von Raymund Anton von Strasoldo. 